# Saint-Haon
Saint-Haon é uma comuna francesa na região administrativa de Auvérnia-Ródano-Alpes, no departamento de Alto Loire. Estende-se por uma área de 38,91 km². Em 2010 a comuna tinha 302 habitantes (densidade: 7,8 hab./km²).

## Link
- Saint Haon